# DO Андромеды
DO Андромеды (лат. DO Andromedae) — двойная затменная переменная звезда типа Беты Лиры (EB)* в созвездии Андромеды на расстоянии приблизительно 2713 световых лет (около 832 парсеков) от Солнца. Видимая звёздная величина звезды — от +13,8m до +12,3m. Орбитальный период — около 1,3487 суток.

## Характеристики
Первый компонент — жёлтая звезда спектрального класса G. Радиус — около 2,84 солнечных, светимость — около 7,171 солнечных. Эффективная температура — около 5602 K.
Второй компонент — жёлтая звезда спектрального класса G.